# Cristina Fernández Cubas
Cristina Fernández Cubas (Arenys de Mar, Barcelona, 1945) es una escritora y periodista española, reconocida mayoritariamente por cultivar el relato breve, aunque también ha publicado novelas, libros para niños, obras de teatro, biografías y memorias. Traducida a más de diez idiomas, es una de las escritoras más premiadas y reconocidas de su país. Ha obtenido, entre muchos otros, el Premio Ciudad de Barcelona (2009), el Premio de la Crítica (2015), el Premio Nacional de Narrativa (2016), y el Premio Nacional de las Letras Españolas (2023).

## Biografía y trayectoria literaria
Estudió Derecho en Barcelona, y un diplomado en periodismo en la Escuela Oficial de Periodismo, de la cual egresó en 1972, en Madrid, profesión esta última que ejerció desde muy joven hasta que decidió dedicarse por completo a la literatura. Estuvo casada con el escritor Carlos Trías Sagnier hasta la muerte de este en 2007 debido al cáncer de pulmón que padecía. Ha residido, entre otras ciudades, en El Cairo, Lima, Buenos Aires, París y Berlín.
Fue miembro del Foro Babel, iniciativa cívica de defensa del bilingüismo en Cataluña frente a la política lingüística monolingüista del gobierno de Jordi Pujol.

### Carrera literaria
Ha sido sobre todo prolífica en el ámbito de los cuentos, libros de los cuales ha escrito Mi hermana Elba (1980), Los altillos de Brumal (1983), El ángulo del horror (1990), Con Ágatha en Estambul (1994), Parientes pobres del diablo (2006), Todos los cuentos (2009), una recopilación de los libros anteriores laureada en múltiples ocasiones, y La habitación de Nona (Tusquets, 2015), libro acreedor al Premio Nacional de la Crítica en 2016.
Es también autora de tres novelas, El año de Gracia (1985), El columpio (1995) y La puerta entreabierta (2013), una obra de teatro, Hermanas de sangre (1998) y un libro de memorias narradas, Cosas que ya no existen (2001), recuperado en 2011 por Tusquets Editores.
La muerte de su esposo la mantuvo alejada de la escritura durante varios años y no volvió al mundo literario hasta 2013, bajo el pseudónimo Fernanda Kubbs, con la novela La puerta entreabierta, la cual trata sobre una periodista escéptica que al visitar a una vidente sufre una transformación inesperada. De acuerdo con la escritora, usó el seudónimo porque quería iniciar una línea paralela y con el seudónimo «quiero avisar al lector de que va encontrarse con algo que se aparta de lo que he escrito hasta ahora».

## Estilo y temas
La narrativa de Cristina Fernández Cubas abreva de los cuentos orales que escuchó en la infancia, de historias de las cuales se quedó empapada y de las lecturas que ya en su vida adulta iría haciendo, tales como Frankeinstein, de Mary Shelley; la obra de Carson McCullers o las historias góticas de Henry James. Además de esto, también es notoria dentro de su obra la presencia de Cortázar y Edgar Allan Poe, al cual homenajea en “La noche de Jezabel” y en la continuación que hace de “Al faro”.
En los relatos de Cristina Fernández Cubas priman la concisión, la precisión y la tensión propios del género cuentístico, logrados a partir del estilo y el desarrollo de las peripecias de los personajes. Sus cuentos suelen introducir situaciones inquietantes, sueños tribulados y vueltas de tuerca en las que busca producir una sensación de perturbación, inquietud o extrañeza. Hay algunos temas que sobresalen y se reiteran dentro de su obra, tales como la fatalidad, el viaje iniciático, el conflicto entre lo inexplicable y la razón, la otredad, la mujer y su relación con la magia, el fin de la infancia y la construcción de una realidad propia de los niños, lo oculto, y las "preocupaciones insólitas".
En conjunto, la narrativa de Cristina Fernández Cubas puede ser interpretada como una reflexión sobre lo fantástico, género al que más se le relaciona, y las posibilidades que este da para obtener un punto de vista más complejo del entorno. Cuando sus cuentos no son fantásticos, igualmente se vale de las técnicas y motivos del género para jugar con la intriga y la incertidumbre, así, a partir de los modelos de la narración fantástica, enfrenta a sus personajes —principalmente mujeres— a atmósferas inquietantes, plenas de sugestiones, en un juego en el que el lector es parte activa del desciframiento de las claves, los silencios y el desvelamiento de las razones últimas de las psicologías y conductas, juego fundamentado en “la inteligente estructura de las narraciones […] [y] en la capacidad del lenguaje para sorprender y sugerir”.

## Obra

### Cuento
La crítica ha recibido de buena manera la obra cuentística de Cristina Fernández Cubas, nombrándola ya una de las mejores cuentistas españolas. Fernando Valls dijo al respecto: “Cristina Fernández Cubas y Juan Eduardo Zúñiga. Ellos revitalizaron el cuento después de la Transición, tras el vacío que dejó la generación de los 50, que tuvo grandes cuentistas como Ana María Matute, Carmen Martín Gaite, Ignacio Aldecoa”. Por otro lado, Juan Cruz también mencionó que
El premio se le concede por su último libro; pero ella podía haber sido premiada por toda su carrera, con el Cervantes, por ejemplo, o con el premio Chejov, si este existiera, o el Scott Fitzgerald, o el Onetti, si cualquiera de esos cuentistas enormes tuviera premios en España o en el mundo. Ella es la maestra del cuento en español.

#### Mi hermana Elba
Publicado por Tusquets Editores en 1980. Está compuesto por cuatro relatos, Lúnula y Violeta, La ventana del jardín, Mi hermana Elba y El provocador de imágenes. Estos relatos, al igual que los del posterior Los Altillos de Brumal, tienen una extensión que oscila entre el del cuento y la novela corta, pero una intensidad y tensión propias del cuento.
El libro arranca con “Lúnula y Violeta”, relato en el presenta la conflictiva convivencia entre dos mujeres en un espacio cerrado (una casa de campo), puesto que ambas son sumamente disímiles en los niveles posibles: una de ellas, una mujer atractiva que escribe; la otra, una gran contadora de historias, no muy guapa, enfermiza, pero hábil y hacendosa. El desenlace del cuento no responde ninguna pregunta; al contrario, el final se presta a diferentes interpretaciones e incrementa las dudas surgidas a lo largo del relato.
El segundo cuento es La ventana del jardín, primer cuento que escribiera la autora. Este relato narrado en primera persona pone al foco la relación entre el matrimonio Albert y su hijo Tomás con el personaje que narra la historia. Introduce a través del narrador en una atmósfera de inquietud que, al poner en cuestión la credibilidad de quien narra, no se ve aliviada con el desenlace.
Al anterior le sigue el cuento que brinda nombre al libro, Mi hermana Elba. Dentro de este relato la narradora cuenta acerca su relación con Fátima, una niña de catorce años que la manipula a su antojo con su actitud y las historias que le cuenta, y su relación con Elba, su hermana de siete años, la cual parece tener habilidades especiales que les permiten descubrir diferentes dimensiones de la realidad.
El libro cierra con El provocador de imágenes, relato narrado por un hombre (peculiaridad en la narrativa de Fernández Cubas, pues únicamente pocos cuentos son narrados por varones). En él, el personaje H. J. K recuerda su relación con José Eduardo Expedito, amigo al que conoció en la universidad y cuenta que este «provocador» encontró en la vida a alguien que lo iguala o supera en ese ámbito, a lo cual H. J. K responde yendo en defensa de José Eduardo.
Fernández Cubas tuvo dificultades para encontrar casa editorial que publicara este libro, en gran parte, a que era su ópera prima y, en segunda instancia, porque se trataba de un libro de cuentos, por lo que su lanzamiento con Tusquets editores tuvo que ser pospuesto. Desde su primer libro fue bien recibida por la crítica española, cosa que continúa durante lo que va de su carrera. Ese primer libro, Mi hermana Elba, causó una «gran sorpresa en los medios literarios españoles».  al respecto dijo Rosa María Pereda, en el periódico El País del viernes 21 de noviembre de 1980 (apenas habiéndose lanzado el libro de cuentos), que tenía «cierta sutileza para nombrar los límites, cierta extraña fuerza, seguramente fría, para enfrentarse con los misterios».

#### Los altillos de Brumal
Publicado por Tusquets Editores en 1983, este segundo libro también contiene cuatro relatos, El reloj de Bagdad, En el hemisferio sur, Los altillos de Brumal y La noche de Jezabel.
En El reloj de Bagdad el tema central de nuevo es la infancia, su inocencia y su término. El relato está ubicado dentro de una casa en la que Olvido, una de las criadas, cuenta historias de ánimas a los niños. El problema surge cuando el padre compra un reloj de pared, con lo que en el hogar se cimbra la normalidad para dar paso a la tensión e incertidumbre.
Dentro de En el hemisferio sur, el personaje narrador cuenta acerca de la identidad de una escritora, amiga suya, que parece perder la cordura, rodeada de elementos extraños, voces ajenas que suenan en su cabeza y episodios de escritura que bien podrían ser premonitorios.
Los altillos de Brumal narra la historia de Adriana y la vuelta a sus orígenes: un pueblo antes lleno de vida, ahora casi fantasma; los recuerdos de ella como una niña de nombre Anairda; y una madre que buscó quitarle siempre la oportunidad de la magia, de la fantasía herencia del pueblo, anclándola al mundo real al obligarla a estudiar historia. En palabras de Alejandro Gándara, «cuenta cómo los únicos recuerdos que resucitan son los muertos. Pero llegan no desde la tumba, sino desde la mismísima eternidad del olvido, despertados por un gesto cotidiano. Terror y amor al mismo tiempo».
El libro cierra con La noche de Jezabel. En este relato se cuenta acerca de una noche de tormenta en la que, durante la cena, varios individuos se reúnen para contar historias de «duendes y aparecidos». Una de estas historias es la de Jezabel, un cuento de Poe, y durante el relato de este se plantea la cuestión de si somos capaces de detectar la realidad presentada sin adornos.

#### El ángulo del horror
Fue publicado por Tusquets Editores en 1990. Este libro contiene cuatro relatos, Helicón, El legado del abuelo, El ángulo del horror y La Flor de España.
Helicón, el primero de ellos, trata de un error, una confusión entre dos hermanos gemelos que lleva al protagonista a encontrar su verdadero yo; este cuento no se acerca al género fantástico, lo cual lo hace importante, pues es el género más trabajado por la autora.
El legado del abuelo es un cuento narrado por un pequeño de ocho años que habla acerca de las diferentes etapas de vida del hombre y las apariencias al relatar lo sucedido luego de la muerte de su abuelo, que es cuando las verdaderas motivaciones de los adultos que lo rodean aparecen.
El ángulo del horror trata de la transformación que sufre Carlos al descubrir en un sueño la perspectiva terrible de la realidad. Al no poder cargar este peso él solo, se apoya en su hermana, Julia, lo que hace que esta especie de maldición pase a ella y, luego, a Marta, la más pequeña de la familia.
El cuento que cierra este libro es La Flor de España, mismo nombre de un local con el que la protagonista y narradora se obsesiona. En este cuento el personaje principal desarrolla una extraña relación con La Flor de España desde que ve el letrero, en el cual la virgulilla de la ñ aparece y desaparece, dejando a veces como nombre La Flor de Espana, relación que luego extiende con la dependienta y dueña del lugar, Rosita, la cual no está muy de acuerdo con esta cómica obsesión.
- Con Ágatha en Estambul, Tusquets Editores, 1994
- Parientes pobres del diablo, Tusquets Editores, 2006

#### Todos los cuentos
Fue publicado por Tusquets Editores en 2009. Es la compilación de sus primeros cinco libros de cuentos, Mi hermana Elba, Los altillos de Brumal, El ángulo del horror, Con Ágatha en Estambul y Parientes pobres del diablo, seguidos de un apéndice en el que se incluye la continuación que hizo la autora de un cuento de Poe, Al faro, a petición de la editorial Áltera en 1997. Este libro le valió los premios Cálamo (2008), Ciudad de Barcelona (2009), Salambó (2009) y Tormenta (2009).

#### El vendedor de sombras. El viaje
Publicado por Alfabia en 2009, este pequeño libro está compuesto únicamente de dos relatos, El vendedor de sombras, escrito en 1982, y El viaje, escrito en 1998.
El primer cuento narra la historia de un carpintero, Ahmed Hassanín, que tiene tres hijos: Ben, el mayor, que siempre miraba al piso; Salim, el mediano, que siempre miraba al cielo; y Alí, el menor, que todo el tiempo estaba dentro de sí. La historia relata camino que estos tres hermanos toman al no seguir el del padre y la desconfianza de este en el menor, pues parece no querer hacer nada.
El viaje es un relato breve que cuenta una anécdota de «la madre de una amiga», la cual llevaba siempre cosas a una abadía, en la cual conoció a la abadesa, mujer que nunca salía del lugar. Sin embargo, un día eso cambia.
- De mayor quiero ser bruja, Malpaso Ediciones S.L., 2014[38]
- La habitación de Nona, Tusquets Editores, 2015

### Novela

#### El año de Gracia
Fue publicado por Tusquets Editores en 1985. El protagonista de la novela es Daniel, un seminarista de veinticuatro años que decide abandonar el seminario y volver a casa de su hermana, Gracia, heredera de la fortuna familiar y casi una desconocida para él, pues llevan años sin verse. Su hermana decide regalarle un año a Daniel para que se descubra, año que le da título a la novela. Durante este tiempo Daniel viaja y aprende para encontrarse a sí mismo, conociendo gente y metiéndose en problemas en el camino.

#### El columpio
Fue publicada por Tusquets Editores en 1995. La novela narra la visita de la narradora, cuyo nombre no se menciona, a sus tíos, quienes viven en un valle perdido del otro lado de los Pirineos, lugar del cual tampoco se dice el nombre. Su madre, Eloísa (la verdadera protagonista de la novela), era oriunda de este lugar, donde convivió con sus dos hermanos, Lucas y Tomás, y su primo, Bebo, en un lugar que es llamado La Casa de la Torre. Eloisa siempre escribió a sus hermanos, pero nunca recibió respuesta. Cuando fallece, su hija decide visitar a sus tíos, lo cual desencadena una serie de eventos que revelan las razones por las que las cartas continuaron sin contestarse.

#### La puerta entreabierta
Fue publicada por Tusquets Editores en 2013. La protagonista y narradora de la novela es Isa, una periodista a la que su nuevo jefe le encarga escribir un artículo acerca de la magia. Para ello la envía a visitar a una pitonisa; en esa visita le sucede lo inesperado: queda atrapada en la esfera de cristal que se suponía le diría su futuro. Esto la hace pasar por varias manos, lo cual la lleva a una especie de dimensión distinta en la que conoce a variopintos personajes tales como las gemelas Paz y Luz, el amable Baltus y el errante Miroslav, quienes de una u otra forma la ayudarán a regresar al estado en el que se encontraba anteriormente.

### Teatro

#### Hermanas de sangre
Publicada por Tusquets Editores en 1998, esta obra es acerca de una reunión que tienen varias mujeres que fueron compañeras en la escuela. Cada una de ellas ha tomado distintos caminos en la vida, pero en esta reunión recordarán que no únicamente comparten haber ido a la escuela juntas, sino que en la vida las une algo mucho más escalofriante.

### Biografía
- Emilia Pardo Bazán, Editorial Omega, 2001

### Memorias
- Cosas que ya no existen, Lumen, 2001; Tusquets Editores, 2011

## Listado de obras

### Cuentos
- Mi hermana Elba, Tusquets Editores, 1980
- Los altillos de Brumal, Tusquets Editores, 1983.
- El ángulo del horror, Tusquets Editores, 1990.
- Con Ágatha en Estambul, Tusquets Editores, 1994
- Parientes pobres del diablo, Tusquets Editores 2006
- El vendedor de sombras. El viaje, Alfabia, 2009.
- La habitación de Nona, Tusquets Editores, 2015

### Novelas
- El año de Gracia, Tusquets Ediciones, 1985.
- El columpio, Tusquets Ediciones, 1995. y Firmanento editores, 2023.
- La puerta entreabierta, Tusquets Ediciones, 2013 (bajo el pseudónimo de Fernanda Kubbs).

### Teatro
- Hermanas de sangre, Tusquets Ediciones, 1998.

### Literatura ifantil
- De mayor quiero ser bruja, Malpaso Ediciones, 2014

### Biografía
- Emilia Pardo Bazán, Editorial Omega, 2001.

### Memorias
- Cosas que ya no existen, Lumen, 2001; Tusquets Editores, 2011.

## Premios y reconocimientos
- Premio NH Hoteles para Cuentos (2001), por Cosas que ya no existen.
- Premio Setenil (2006), por Parientes pobres del diablo[6]
- Premio Cálamo (2008), por Todos los cuentos
- Premio Ciudad de Barcelona (2009), por Todos los cuentos
- Premio Salambó (2009), por Todos los cuentos
- Premio Qwerty (2009), por Todos los cuentos
- Premio Tormenta (2009), por Todos los cuentos[7]
- Premio de la Crítica (2015), por La habitación de Nona[1]
- Premio Nacional de Narrativa (2016), por La habitación de Nona[1]
- Premio Gabriel a la labor de una vida (2022) de la Asociación Española de Fantasía, Ciencia Ficción y Terror.[43]
- Premio Nacional de las Letras Españolas (2023), por "la magia de su narrativa que la ha llevado a ser considerada como una de las mejores cuentistas españolas".[44]